# Veress Anna (politikus)
Veress Anna Marianne (Csíkszereda, 1894. június 24. – Budapest, 1988. december 20.) szociális testvér, politikus.

## Élete
Tanári diplomát szerzett egy polgári iskolában, később szociális tanulmányokat végzett Belgiumban. 1922-től az erdélyi Katolikus Nőegyletek Országos Szövetsége titkáraként munkálkodott. 1924-ben belépett a Szociális Testvérek Társaságába (itt vette fel a Marianne nevet), majd a Keresztény Női Táborhoz is csatlakozott. 1934 és 1942 között a Társaság Erdélyi Kerületének főnöknője volt. 1943-ban átkerült Budapestre, ahol az anyaház vezetésével bízták meg. A római katolikus egyház és a politikai párt közös megegyezése alapján 1945-ben csatlakozhatott a Független Kisgazdapárthoz. 1945. november 4-én megválasztották a nagy-budapesti választókerületben nemzetgyűlési képviselővé is. Parlamenti tevékenységének ideje alatt együtt dolgozott rendtársával, Slachta Margittal is. 1946. március 12-én a Független Kisgazdapárt Elnöki Tanács kizárta a pártból tizenkét társával közösen, ennek ellenére megtarthatta mandátumát; ezt követően pártonkívüli maradt. 1947 nyarán újra a Keresztény Női Tábor tagja lett, a párt főtitkáraként működött. Az 1947. augusztus 31-ei országgyűlési választásokon indult, azonban csak pótképviselővé választották meg. 1950. június 18-án szerzetestársaival közösen Békéscsabára telepítették ki, azonban augusztus végén visszatérhettek Budapestre. Később dolgozott a Római Katolikus Egyházi Szeretetszolgálat központjában, valamint a volt szerzeteseket foglalkoztató Solidaritas Háziipari Szövetkezetben is.